# Campeonato Iraniano de Voleibol Masculino
O Iranian Volleyball Super League é a liga profissional de voleibol do Irã, fundada em 1975.

## Times da temporada 2013–14
- Aluminium Al-Mahdi Hormozgan
- Barij Essence Kashan
- Bazargani Javaheri Gonbad
- Kalleh Mazandaran
- Matin Varamin
- Mizan Khorasan
- Novin Keshavarz Tehran
- Paykan Tehran
- Saipa Alborz
- Shahrdari Tabriz
- Shahrdari Urmia
- Shahrdari Zahedan

## Campeões

### Pasargad Cup
| Temporada | Campeão                                                               | Finalista                                                             | 3° lugar                                                              |
| --------- | --------------------------------------------------------------------- | --------------------------------------------------------------------- | --------------------------------------------------------------------- |
| 1975–1976 | Dokhaniat Tehran                                                      | Persepolis Tehran                                                     | Taj Tehran                                                            |
| 1976–1977 | Taj Tehran                                                            | Persepolis Tehran                                                     | Zob Ahan Isfahan                                                      |
| 1977–1978 | Taj Tehran                                                            | Irana Tehran                                                          | Liftraksazi Tabriz                                                    |
| 1978–1990 | Não houve competição devido a Revolução Iraniana e Guerra Irã-Iraque) | Não houve competição devido a Revolução Iraniana e Guerra Irã-Iraque) | Não houve competição devido a Revolução Iraniana e Guerra Irã-Iraque) |

### First Division
| Temporada | Campeão              | Finalista           | 3° lugar             |
| --------- | -------------------- | ------------------- | -------------------- |
| 1990–1991 | Bonyad Shahid Tehran | Bank Melli Tehran   | Bank Mazandaran Sari |
| 1991–1992 | Bonyad Shahid Tehran | Bank Melli Tehran   | Bank Tejarat Tehran  |
| 1992–1993 | Bank Melli Tehran    | Bank Tejarat Tehran | Zob Ahan Isfahan     |
| 1993–1994 | Abgineh Qazvin       | Bank Melli Tehran   | Bank Tejarat Tehran  |
| 1994–1995 | Fajr Sepah Tehran    | Foolad Khuzestan    | Rikhtehgari Tabriz   |
| 1995–1996 | Fajr Sepah Tehran    | Persepolis Tehran   | Zob Ahan Isfahan     |
| 1996–1997 | Paykan Tehran        | Zob Ahan Isfahan    | Fajr Sepah Tehran    |

### Super League
| Temporada | Campeão                                            | Finalista                                          | 3° lugar                                           |
| --------- | -------------------------------------------------- | -------------------------------------------------- | -------------------------------------------------- |
| 1997–1998 | Paykan Tehran                                      | Zob Ahan Isfahan                                   | Abgineh Qazvin                                     |
| 1998–1999 | Paykan Tehran                                      | Sanam Tehran                                       | Zob Ahan Isfahan                                   |
| 1999–2000 | Paykan Tehran                                      | Motojen Tabriz                                     | Sanam Tehran                                       |
| 2000–2001 | Sanam Tehran                                       | Paykan Tehran                                      | Aboumoslem Khorasan                                |
| 2001–2002 | Sanam Tehran                                       | Paykan Tehran                                      | PAS Tehran                                         |
| 2002–2003 | Paykan Tehran                                      | Sanam Tehran                                       | PAS Tehran                                         |
| 2003–2004 | Sanam Tehran                                       | Paykan Tehran                                      | Pegah Urmia                                        |
| 2004–2005 | Sanam Tehran                                       | Pegah Urmia                                        | Paykan Tehran                                      |
| 2005–2006 | Paykan Tehran                                      | Saipa Tehran                                       | Azarpayam Ertebatat Urmia                          |
| 2006–2007 | Paykan Tehran                                      | Gol Gohar Sirjan                                   | Saipa Tehran                                       |
| 2007–2008 | Paykan Tehran                                      | Saipa Tehran                                       | Pegah Urmia                                        |
| 2008–2009 | Paykan Tehran                                      | Saipa Tehran                                       | Foolad Urmia BEEM Mazandaran                       |
| 2009–2010 | Paykan Tehran                                      | Saipa Karaj                                        | Kalleh Mazandaran                                  |
| 2010–2011 | Paykan Tehran                                      | Saipa Alborz                                       | Kalleh Mazandaran                                  |
| 2011–2012 | Kalleh Mazandaran                                  | Saipa Alborz                                       | Paykan Tehran                                      |
| 2012–2013 | Kalleh Mazandaran                                  | Matin Varamin                                      | Paykan Tehran                                      |
| 2013–2014 | Matin Varamin                                      | Kalleh Mazandaran                                  | Shahrdari Urmia                                    |
| 2014–2015 | Paykan Tehran                                      | Shahrdari Urmia                                    | Shahrdari Tabriz                                   |
| 2015–2016 | Sarmayeh Bank                                      | Paykan Tehran                                      | Shahrdari Urmia                                    |
| 2016–2017 | Sarmayeh Bank                                      | Paykan Tehran                                      | Shahrdari Urmia                                    |
| 2017–2018 | Sarmayeh Bank                                      | Khatam Ardakan                                     | Shahrdari Tabriz                                   |
| 2018–2019 | Sarmayeh Bank                                      | Saipa Tehran                                       | Payam Mashhad                                      |
| 2019–2020 | Temporada cancelada devido à pandemia de COVID-19. | Temporada cancelada devido à pandemia de COVID-19. | Temporada cancelada devido à pandemia de COVID-19. |
| 2020–2021 | Foolad Sirjan                                      | Shahrdari Urmia                                    | Foolad Sepahan                                     |
| 2021–2022 | Moghavemat Shahdab Yazd                            | Paykan Tehran                                      | Foolad Sepahan                                     |
| 2022–2023 | Shahdab Yazd                                       | Labanyat Haraz Amol                                | PAS Gorgan                                         |
| 2023–2024 | Foolad Sirjan                                      | Moghavemat Shahdab Yazd                            | Paykan Tehrann                                     |

## Títulos por clube
| Time                 | Campeões | Finalistas | Anos Campeões                                                    | Anos Finalistas                    |
| -------------------- | -------- | ---------- | ---------------------------------------------------------------- | ---------------------------------- |
| Paykan Tehran        | 11       | 3          | 1997, 1998, 1999, 2000, 2003, 2006, 2007, 2008, 2009, 2010, 2011 | 2001, 2002, 2004                   |
| Sanam Tehran         | 4        | 2          | 2001, 2002, 2004, 2005                                           | 1999, 2003                         |
| Kalleh Mazandaran    | 2        | 1          | 2012, 2013                                                       | 2014                               |
| Esteghlal Tehran     | 2        | 0          | 1977, 1978                                                       | –                                  |
| Bonyad Shahid Tehran | 2        | 0          | 1991, 1992                                                       | –                                  |
| Fajr Sepah Tehran    | 2        | 0          | 1995, 1996                                                       | –                                  |
| Bank Melli Tehran    | 1        | 3          | 1993                                                             | 1991, 1992, 1994                   |
| Matin Varamin        | 1        | 1          | 2014                                                             | 2013                               |
| Dokhaniat Tehran     | 1        | 0          | 1976                                                             | –                                  |
| Abgineh Qazvin       | 1        | 0          | 1994                                                             | –                                  |
| Saipa Alborz         | 0        | 6          | –                                                                | 2006, 2008, 2009, 2010, 2011, 2012 |
| Persepolis Tehran    | 0        | 3          | –                                                                | 1976, 1977, 1996                   |
| Zob Ahan Isfahan     | 0        | 2          | –                                                                | 1997, 1998                         |
| Irana Tehran         | 0        | 1          | –                                                                | 1978                               |
| Bank Tejarat Tehran  | 0        | 1          | –                                                                | 1993                               |
| Foolad Khuzestan     | 0        | 1          | –                                                                | 1995                               |
| Motojen Tabriz       | 0        | 1          | –                                                                | 2000                               |
| Pegah Urmia          | 0        | 1          | –                                                                | 2005                               |
| Gol Gohar Sirjan     | 0        | 1          | –                                                                | 2007                               |

## Títulos por cidade
| Cidade (Província)           | Campeões | Finalistas |
| ---------------------------- | -------- | ---------- |
| Teerã (Teerão)               | 23       | 16         |
| Amol (Mazandarão)            | 2        | 1          |
| Varamin (Teerão)             | 1        | 1          |
| Gasvim (Gasvim)              | 1        | 0          |
| Karaj (Alborz)               | 0        | 3          |
| Isfahan (Ispaão)             | 0        | 2          |
| Ahvaz (Cuzistão)             | 0        | 1          |
| Tabriz (Azerbaijão Oriental) | 0        | 1          |
| Úrmia (Azerbaijão Ocidental) | 0        | 1          |
| Sirjã (Carmânia)             | 0        | 1          |

## Jogadores estrangeiros notáveis
| - Rodrigo Quiroga - Renato Adornelas - Leandro Araújo - Bruno Furtado - Rodrigão - Metodi Ananiev - Evgeni Ivanov - Danail Milushev - Smilen Mlyakov - Nikolay Nikolov | - Ángel Dennis - Yasser Portuondo - Philippe Barca-Cysique - Francesco Biribanti - Svyatoslav Miklashevich - Vlado Petković - Slobodan Kovač - Jordi Gens Barbera - Juan Carlos Blanco |